# Cerynea digonia
Cerynea digonia är en fjärilsart som beskrevs av George Francis Hampson 1914. Cerynea digonia ingår i släktet Cerynea och familjen nattflyn. Inga underarter finns listade i Catalogue of Life.